# Mason Hollyman
Mason Hollyman (født 25. juni 2000 i Huddersfield) er en forhenværende cykelrytter fra England, der senest kørte for Anicolor / Tien 21.

## Karriere
Hollyman begyndte at cykle med familien som 6-7 årig. I 2010 blev han medlem af det nyetablerede Kirklees Cycling Academy.